# Эсити, Андерсон
А́ндерсон Эсити́ (англ. Anderson Esiti; родился 24 мая 1994, Варри, Нигерия) — нигерийский футболист, полузащитник клуба «Ференцварош». Играл за сборную Нигерии.

## Клубная карьера
Эсити начал профессиональную карьеру в португальском клубе «Лейшойнш». 27 июля в поединке Кубка португальской лиги против «Пенафиела» Андерсон дебютировал за основной состав. 11 августа в матче против «Фейренсе» он дебютировал в Сегунда лиге.
Летом 2014 года Эсити перешёл в «Эшторил-Прая». 5 октября в матче против «Жил Висенте» он дебютировал в Сангриш лиге.
Летом 2016 года Андерсон покинул Португалию и подписал контракт с бельгийским «Гентом». В матче против «Локерена» он дебютировал в Жюпиле лиге.
25 июля 2019 года подписал четырёхлетний контракт с греческим клубом ПАОК.

## Международная карьера
13 июня 2015 года в отборочном матче Кубка Африки 2017 против сборной Чада Эсити дебютировал за сборную Нигерии.